# Ludvig I av Montpensier
Ludvig I av Montpensier, död 1486, var en fransk adelsman. Han var regerande greve Clermont-en-Auvergne och Montpensier och dauphin av Auvergne 1428–1486. 